# Don Quichotte (téléfilm, 2000)
Pour les articles homonymes, voir Don Quichotte (homonymie).
Don Quichotte (Don Quixote) est un téléfilm américain réalisé par Peter Yates, adapté du roman éponyme de Miguel de Cervantes, et diffusé le 9 avril 2000 sur TNT.

## Fiche technique
- Titre français : Don Quichotte
- Titre original : Don Quixote
- Réalisation : Peter Yates
- Musique : Richard Hartley
- Directeur artistique : Roger Hall
- Producteurs exécutifs : Robert Halmi, John Lithgow

## Distribution
- John Lithgow : Don Quichotte / Alonso Quijada
- Bob Hoskins : Sancho Panza
- Isabella Rossellini : la duchesse
- Lambert Wilson : le duc
- Vanessa Lynn Williams : Dulcinée
- James Purefoy : Sansón Carrasco
- Peter Eyre : le prêtre